# Reprezentacja Macedonii Północnej U-21 w piłce nożnej mężczyzn
Reprezentacja Macedonii Północnej U-21 w piłce nożnej – młodzieżowa reprezentacja Macedonii Północnej sterowana przez Macedoński Związek Piłki Nożnej.

## Występy w ME U-21
- 1996: Nie zakwalifikowała się
- 1998: Nie zakwalifikowała się
- 2000: Nie zakwalifikowała się
- 2002: Nie zakwalifikowała się
- 2004: Nie zakwalifikowała się
- 2006: Nie zakwalifikowała się
- 2007: Nie zakwalifikowała się
- 2009: Nie zakwalifikowała się
- 2011: Nie zakwalifikowała się
- 2013: Nie zakwalifikowała się
- 2015: Nie zakwalifikowała się
- 2017: Faza grupowa